# Bateria d'ions de potassi
Una bateria d'ió potassi o bateria d'ió K (abreujat com a KIB) és un tipus de bateria i anàleg a les bateries d'ió liti, que utilitza ions de potassi per a la transferència de càrrega en lloc d'ions de liti. Va ser inventat pel químic iranià/americà Ali Eftekhari, president de la American Nano Society, l'any 2004.
El dispositiu prototip feia servir un ànode de potassi i un compost blau de Prússia com a material càtode per la seva alta estabilitat electroquímica. El prototip es va utilitzar amb succés durant més de cinc-cents cicles. Una revisió el 2017 va demostrar que diversos materials pragmàtics s'han utilitzat amb èxit com a ànode i càtode per a les noves generacions de bateries d'ions de potassi. Per exemple, el material d'ànode convencional grafit s'ha demostrat que es pot utilitzar com a ànode en una bateria d'ions de potassi.
Després de la invenció de la bateria d'ió potassi amb el prototip, els investigadors s'han centrat cada vegada més a millorar la capacitat específica i el rendiment del cicle amb l'aplicació de nous materials a l'elèctrode i l'electròlit. A continuació es pot trobar una imatge general del material utilitzat per a la bateria d'ió potassi:
Ànode: Igual que en el cas de la bateria d'ió liti, el grafit també podria acomodar la intercalació de potassi dins del procés electroquímic.
Càtode: A més del càtode de blau prussià original i els seus anàlegs, les investigacions sobre la part del càtode de la bateria d'ions de potassi se centren en l'enginyeria de la nanoestructura i la iònica sòlida.
Electròlits: A causa de l'activitat química superior al liti, els electròlits per a la bateria d'ions de potassi requereixen una enginyeria més delicada per abordar els problemes de seguretat.
Juntament amb l'ió sodi, l'íó potassi és el principal candidat de substitució química per a les bateries d'ió liti. L'ió potassi té certs avantatges respecte a l'ió liti similar (per exemple, les bateries d'ió liti): el disseny de la cel·la és senzill i tant el material com els procediments de fabricació són més barats. L'avantatge clau és l'abundància i el baix cost del potassi en comparació amb el liti, cosa que fa que en fa un candidat prometedor per a bateries a gran escala, com ara l'emmagatzematge d'energia domèstica i els vehicles elèctrics. Un altre avantatge d'una bateria d'íó potassi sobre una bateria d'ió liti és la càrrega potencialment més ràpida.